# مايك سيجورا
مايك سيجورا (بالإسبانية: Mike Segura)‏ هو مصارع هاوي مكسيكي، ولد في 29 يوليو 1969 في ولاية مكسيكو في المكسيك.

## روابط خارجية
- مايك سيجورا على موقع بيلاتور (الإنجليزية)
- مايك سيجورا على موقع CageMatch worker (الإنجليزية)
- مايك سيجورا على موقع قاعدة بيانات المصارعة على الإنترنت (الإنجليزية)